# Glenda Bailey
Glenda Bailey (née le 16 novembre 1958 dans le Derbyshire) est la rédactrice en chef du magazine américain Harper's Bazaar de 2001 à 2020,, après avoir été rédactrice en chef pour l'édition américaine de Marie Claire. Elle a succédé à Katherine Betts (en), également rédactrice en chef (1999-2001). Le 3 octobre 2012, lors de la semaine de la mode de Paris, elle reçoit des mains d'Alber Elbaz, le styliste de la maison Lanvin, le titre de chevalier de la Légion d'honneur pour son travail effectué dans le milieu de la mode. En janvier 2020, Bailey annonce qu'elle décide de quitter sa fonction après l'avoir occupé pendant vingt ans et aidera à choisir sa remplaçante. Elle reste néanmoins avec Hearst Corporation dans un poste à temps plein en tant que consultante mondiale pour le magazine.

## Biographie
Bailey est née dans la région d'Alvaston à Derby, en Angleterre, le 16 novembre 1958. Âgée de deux ans, elle souffrait de méningite. Elle a grandi dans la ville voisine d'Allenton et a fait ses études à l'école Noel-Baker. Elle a obtenu un diplôme en design de mode de l'université Kingston,,. Avant de s'établir dans l'édition, elle a produit une collection pour Guisi Slaverio en Italie en 1983. Bailey, a rencontré son bien-aimé, Stephen Sumner, en 1977 et ont été ensemble depuis. Ils vivent à New York,.

## Récompenses
- Elle a été nommée officier de l'ordre de l'Empire britannique (OBE) pour ses services au journalisme et à la mode[8] lors des distinctions honorifiques du nouvel an 2008. Elle fut élevée au rang de dame commandeur (DBE) en janvier 2019[14].
- Chevalière de l'ordre des Arts et des Lettres. Elle a reçu le titre de chevalier des Arts et des Lettres du gouvernement français en 2012[4].
- Chevalier de la Légion d'honneur en 2012[15]